# Aprostocetus crypturgus
Aprostocetus crypturgus är en stekelart som beskrevs av Yang 1996. Aprostocetus crypturgus ingår i släktet Aprostocetus och familjen finglanssteklar. Inga underarter finns listade i Catalogue of Life.